# Хайнрих I фон Диц
Хайнрих I фон Диц (на немски: Heinrich I von Diez; † сл. 1117) е от пр. 1101 до сл. 1117 г. граф на Графство Диц заедно с брат си Герхард I († сл. 1107).

## Произход
Той е син на Ембрихо († сл. 1073), граф в Наегау. Внук е на Ембрихо, граф в Наегау, Вормсгау и в Северен Нидерлангау през 1053 г., основател на фамилията на графовете на Диц, и съпругата му Кунигунда фон Щромберг.

## Деца
Хайнрих I има един син:
- Ембрихо II († сл. 1133/пр. 1145), граф на Диц, женен за Демудис фон Лауренбург, дъщеря на граф Дудо-Хайнрих фон Лауренбург († ок. 1123) и графиня Анастасия/Ирмгардис|Демудис фон Арнщайн (* ок. 1074)